# Natalia Vdovina
Pour les articles homonymes, voir Vdovina.
Natalia Vladimirovna Vdovina (en russe : Наталия Владимировна Вдовина) est une joueuse de volley-ball russe née le 23 octobre 1976 à Moscou. Elle mesure 1,90 m et jouait au poste de centrale.

## Clubs
| Club                   | De        | À         |
| ---------------------- | --------- | --------- |
| Rossy Moscou           | 1993-1994 | 1994-1995 |
| CSKA Moscou            | 1995-1996 | 1999-2000 |
| Beşiktaş İstanbul      | 2000-2001 | 2000-2001 |
| Ouralotchka NTMK       | 2001-2002 | 2001-2002 |
| Fakel Novy Ourengoï    | 2002-2003 | 2002-2003 |
| Dynamo (Moscou Rég.)   | 2003-2004 | 2003-2004 |
| Dinamo Moscou          | 2004-2005 | 2004-2005 |
| Stinol Lipetsk         | 2005-2006 | 2005-2006 |
| Spartak Omsk           | 2006-2007 | 2007-2008 |
| Dinamo Krasnodar       | 2008-2009 | 2009-2010 |
| Severstal Tcherepovets | 2010-2011 | 2011-2012 |
| Leningradka            | 2012-2013 | 2012-2013 |
| Severstal Tcherepovets | 2013-2013 | 2013-2013 |

## Palmarès

### Équipe nationale
- Championnat du monde des moins de 18 ans
  - Vainqueur : 1993.

### Clubs
- Championnat de Russie
  - Vainqueur : 2002, 2006
  - Finaliste : 1996, 1997, 2004, 2005.
- Coupe de Russie
  - Vainqueur : 1998
  - Finaliste : 1997, 1999, 2004.
- Coupe des Coupes
  - Vainqueur : 1998.